# Брэннон, Мэттью
Мэттью Брэннон (англ. Matthew Brannon, 1971, Айдахо, США) — современный американский художник.

## Творчество
Мэттью Брэннон черпает вдохновение из печатных материалов, которые в изобилии встречаются в повседневной жизни: плакатов, рекламы, флаеров, выносных меню. Но если иконография Брэннона отсылает к массовой культуре и массовому производству, его методы несут отпечаток ручного труда и даже старомодны: шелкография и литография, часто с ограниченной палитрой. Его искусство на первый взгляд кажется обезоруживающе простым. Но когда зритель обращает внимание на текст, сопровождающий изображения, возникает замешательство. Элегантность и формализм контрастируют с жутковатым содержанием. Например, текст под силуэтом лобстера гласит «вот как это заканчивается» (The Price of Admission, 2007), под изображением будильника — «Когда он приходит домой вечером и пытается заснуть, он видит себя как грубую свинью, которую все ненавидят» (Alarm Clock, 2007). За внешним лоском таятся темные стороны — отсутствие безопасности, страхи и неудачи. Брэннон привлекает внимание к вопросу о хрупкости человеческой психики. Постоянные, более или менее выраженные, страхи иногда позволяют себе проявиться, часто приводя к тому, что художник называет «личными патологиями» — алкоголизм, наркомания, мания величия. Тот же контраст внешнего и содержания присутствует в работе «Гиена», которая выглядит на первый взгляд как коллекционная виниловая пластинка. Сама запись, однако, несет зловещий оттенок. Сделанный в клетке гиены в берлинском зоопарке, саундтрек представляет собой тревожную симфонию из бряцания металла, гула аудитории, хруста костей, смеха гиены. В этом несоответствии между внешним видом и содержанием проводится аналогия слабости человеческого опыта.

## Персональные выставки
| - 2007 Try and be grateful, Art Gallery of York University, Торонто - 2006 Friedrich Petzel Gallery, Нью-Йорк - 2006 Statements, Art Basel 2006, David Kordansky Gallery, Базель | - 2006 HYENA, Jan Winkelmann, Берлин - 2005 Meat Eating Plants, David Kordansky Gallery, Лос-Анджелес - 2005 Penetration, Jan Winkelmann, Берлин | - 2004 Exhausted Blood & Imitation Salt, John Connelly Presents, Нью-Йорк - 2003 Tatum O’Neals Birthday, Kevin Bruk Gallery, Майями - 2000 Soft Rock, Künstlerhaus Bethanien, Берлин |